# モリコーネ
モリコーネ（伊: Moricone）は、イタリア共和国ラツィオ州ローマ県にある、人口約2,400人の基礎自治体（コムーネ）。

## 地理

### 位置・広がり
ローマ県北東部のコムーネ。

#### 隣接コムーネ
隣接するコムーネは以下の通り。
- モンテフラーヴィオ
- モンテリブレッティ
- モントーリオ・ロマーノ
- パロンバーラ・サビーナ

### 気候分類・地震分類
モリコーネにおけるイタリアの気候分類 (it) および度日は、zona D, 1903 GGである。
また、イタリアの地震リスク階級 (it) では、zona 2B (sismicità media) に分類される。

## 行政

### 山岳部共同体
広域行政組織である山岳部共同体「モンティ＝サビニ・ティブルティーニ・コルニコラニ・エ・プレネスティーニ山岳部共同体」 (it:Comunità montana dei Monti Sabini, Tiburtini, Cornicolani e Prenestini) （事務所所在地: ティヴォリ）に属する。